# Witte berkenkokermot
De witte berkenkokermot (Coleophora betulella) is een vlinder uit de familie kokermotten (Coleophoridae). De wetenschappelijke naam is voor het eerst geldig gepubliceerd in 1877 door Heinemann.
De soort komt voor in Europa.